# Jane's Intelligence Review
Jane's Intelligence Review (укр. Огляд розвідки Джейн) — це щомісячний журнал про проблеми глобальної безпеки, що видає Janes Information Services. Охоплює питання міжнародної безпеки, державної стабільності, тероризму та повстанців, протяжних конфліктів, організованої злочинності та розповсюдження зброї.

## Історія

### Огляд радянської розвідки (1989—1991)
Вперше він був опублікований у січні 1989 року як Jane's Soviet Intelligence Review, хоча пілотне видання було випущено у вересні перед тим та розповсюджено на авіашоу у Фарнборо, щоб перевірити ринок. Унікально для Jane's — і її тодішньої материнської компанії Thomson Corporation — журнал не містив реклами, а покладався лише на дохід від передплати. Він був прибутковим у перший рік публікації і, як вважають, залишається прибутковим досі. Серед перших передплатників були тодішній віце-президент США Ден Квейл і автор Том Кленсі. У номері за січень 1989 року були включені статті про радянську систему протиповітряної оборони 2С6, радянський гелікоптер Мі-24 і нового командувача Групою радянських військ у Німеччині генерала армії Станіслава Постникова.

### Jane's Intelligence Review(1991–тепер)
У 1991 році у відповідь на розпад Варшавського договору журнал змінив назву на Jane's Intelligence Review, хоча вже розширив своє висвітлення, включивши спеціальний звіт про Ірак у жовтні 1990 року після вторгнення цієї країни в Кувейт.
У липні 1993 року було опубліковано, як вважається, перше відкрите посилання на «Осаму бен Ладена», який «зосередив свою діяльність на військовій стороні джихаду та влив мільйони доларів у тренувальні табори». У серпні 2001 року Огляд вміщував обкладинку про Аль-Каїду, яка документувала «генезу, методи роботи та організаційну структуру мережі бен Ладена».
Умістив деякі з матеріялів, що були сплагіатовані в сумнозвісному «Хитрому досьє» уряду Блера щодо передбачуваної зброї масового знищення Іраку.
Журнал у своїй нинішній формі зосереджується на низці питань глобальної безпеки/стабільності та містить регулярні статті про міжнародну безпеку, державну стабільність, тероризм і повстання, організовану злочинність, а також розповсюдження та закупівлі. Ці статті написані багатьма авторами-експертами та місцевими кореспондентами.
Jane's Intelligence Review та Jane's International Defense Review були об'єднані в Janes Defense and Intelligence Review.

## Редактори
- Пол Бівер: пілотний випуск, 1988
- Генрі Доддс: 1989—1992
- Роберт Холл
- Пітер Фелстед
- Крістофер Аарон
- Пол Бертон
- Крістіан Ле М'єр: 2006—2010
- Анна Гілмор: 2010—2012
- Метью Клементс: 2012—2014
- Роберт Манкс: 2014